# Neverending Love
«Neverending Love» — песня, написанная Пером Гессле, первый релиз шведского поп-дуэта Roxette, ставший первым синглом с их дебютного альбома Pearls of Passion.
Изначально песня называлась «Svarta Glas» (Тёмные очки) и была написала для шведской певицы Перниллы Вальгрен. Ей песня не понравилась и она отдала её своему брату, Никласу Вальгрену, который решил записать сингл. Релиз этой версии, однако, был отменен, по запросу звукозаписывающей компании Roxette, EMI, потому что Гессле уже записал демоверсию песни на английском языке вместе с будущей коллегой по Roxette, Мари Фредрикссон. Новое название песни звучало как «Neverending Love».
Планировалось выпустить сингл за пределами Швеции, но EMI изменили решение и его и в Швеции тоже[прояснить]. На родине песня добралась до 3 места в национальном чарте синглов.
На песню «Neverending Love» существует два видеоклипа. Первый был снят в Люксембурге в 1986 году, в нём можно увидеть Мари Фредрикссон с красными волосами. Второй был снят режиссёром Рикардом Петрелиусом (Rikard Petrelius) в Швеции год спустя.

## Список композиций
- Сторона A

1. «Neverending Love»

- Сторона B

1. «Neverending Love» (Love Mix)